# Pleotrichophorus gregarius
Pleotrichophorus gregarius är en insektsart som först beskrevs av Frank Hall Knowlton 1929.  Pleotrichophorus gregarius ingår i släktet Pleotrichophorus och familjen långrörsbladlöss. Inga underarter finns listade i Catalogue of Life.